# دریاکنار رک
|  |

دریاکنار رٍک (انگلیسی: Wreck Beach) از بزرگ‌ترین دریاکنارهای پوشش اختیاری رسمی جهان است. این دریاکنار بخشی از پارک منطقه‌ای پاسیفیک اسپیریت در شهر ونکوور، از استان بریتیش کلمبیای کانادا است. بخش پوشش به اختیار آن ۶٫۵ کیلومتر از ساحل اقیانوس آرام را اشغال می‌کند.
خود دریاکنار در فاصله‌ای با جادهٔ اصلی قرار دارد و دست‌رسی به آن از طریق راهکی شیب‌دار با ۳۹۹ پله چوبی امکان‌پذیر است. ساحل مورد استفادهٔ بسیار است و در اوج آن به ۱۴۰۰۰ نفر در روز می‌رسد.
با وجود این‌که برهنگی انتخابی است، کسانی که ملبس وارد دریاکنار می‌شوند بسی توسط دیگران به برهنگی دعوت می‌شوند. به علاوه تعدادی از علاقه‌مندان بخشی از ساحل را تحت عنوان «فقط لخت» با کنده‌های چوبی جدا کرده‌اند.
در امتداد برج ساحل دو برج بلند بتن ساز هستند که آثاری از جنگ جهانی دوم است.
این ساحل از ۷ بخش Trail ایجاد شده بخشهای یک تا چهار بشدت سنگ لاخی است. بخش ۵ قبلاً تپه ریزش کرده و شخصی فوت شده و به تازگی هم دوباره ریزش داشته که باعث شد این بخش بسته شود.
بخش اصلی و بزرکترین ساحل شنی بخش ۶ است.
بخش همجنسگرایان گی در این قسمت بعد از سنگهای موج شکن سمت چپ آن می‌باشد.
بخش ۷ از پلها ۳۹۹ پله ای به سمت چپ شروع و بخش اصلی آن معروف به Oasis بعد از پیاده‌روی ۱۰–۱۵ دقیقه ای در مسیری بسیار زیبا ادامه دارد.
بخش LGBT بیشتر مخصوص همجنسگرایان مرد گی است.
البته هیچ محدودیتی برای کسی وجود ندارد.
در این بخش cruising بین گی‌ها و ترنسها بسیار متداول است.
در این بخش استفاده از دریا به دلیل گل آلود بودن سخت می‌باشد.